# Zeeländska
Zeeländska (zeeländska: Zeêuws, nederländska: Zeeuws) är ett regionalt språk talat i den nederländska provinsen Zeeland och på Zuid-Hollandön Goeree-Overflakkee. Zeeländskan ses ofta som en nederländsk dialekt men har tydliga skillnader, särskilt i uttal men även i grammatik och ordförråd. 

## Ursprung
Zeeländska är en övergångsdialekt mellan holländska och västflamländska. Under medeltiden och tidig modern tid tillhörde Zeeland både greven av Holland och hertigen av Flandern.

## Jämförelse
| Zeeländska  | Nederländska | Svenska  |  |
| d'n boer    | de boer      | bonden   |  |
| de boerinne | de boerin    | bondfrun |  |
| uus         | huis         | hus      |  |
| kieke(n)    | kijken       | att kika |  |
| twêe        | twee         | två      |  |
| ôod         | hoofd        | huvud    |  |

| Wikipedia | Wikipedia har en upplaga på Zeeländska. |